# Ни Юэфэн
Ни Юэфэн (кит. 倪岳峰, род. сентябрь 1964, Юэси, Аньхой) — китайский государственный и политический деятель, секретарь (глава) парткома КПК провинции Хэбэй с 22 апреля 2022 года.
Ранее руководитель и секретарь парткома КПК Главного таможенного управления КНР (2018—2022), глава горкома КПК Фучжоу и заместитель секретаря парткома КПК провинции Фуцзянь по должности (2016—2017).
Член Центрального комитета Компартии Китая 19-20-го созывов. Кандидат в члены ЦК КПК 18-го созыва, член Постоянного комитета Всекитайского собрания народных представителей 10-11-го созывов.

## Биография
Родился в сентябре 1964 года в уезде Юэси городского округа Аньцин, провинция Аньхой.
В 1980 году поступил в Хэфэйский технологический университет на специальность «промышленная автоматизация», после окончания которого остался работать преподавателем на кафедре. В 1990 году получил докторскую степень (PhD) в системном инжиниринге в Университете Цинхуа.
В марте 1985 года вступил в Коммунистическую партию Китая. Политическая карьера Ни Юэфэна началась в июле 1993 года с его приходом в муниципальное правительство города Циндао в восточной провинции Шаньдун. В июле 1998 года переведён в Государственное агентство океанических исследований, где спустя два года Ни Юэфэн был повышен до заместителя директора. В марте 2003 года вошёл в состав Комитета по охране окружающей среды и природных ресурсов Всекитайского собрания народных представителей, в феврале 2008 года назначен заместителем председателя этого Комитета.
В феврале 2011 года направлен вице-губернатором в южную провинцию Фуцзянь. В июне 2013 года назначен главой Комиссии по проверке дисциплины провинции — членом Постоянного комитета КПК Фуцзяни. С августа 2016 года одновременно занимал пост секретаря парткома КПК столичного города Фучжоу.
В мае 2017 года утверждён в должности секретаря парткома КПК Главного таможенного управления КНР (ГТУ), в марте 2018 года также назначен руководителем ГТУ. В начале 2021 года сообщал о достижении Китаем мирового лидерства в международном товарообороте, выросшего за период 13-й Пятилетки (2016—2022) на 17,2 % до 146,37 трлн юаней (примерно 22,57 триллионов долларов США).
22 апреля 2022 года назначен на высшую региональную позицию секретарём парткома КПК провинции Хэбэй.